# Dillon (Montana)
Dillon es una ciudad ubicada en el condado de Beaverhead en el estado estadounidense de Montana. En el Censo de 2010 tenía una población de 4134 habitantes y una densidad poblacional de 907,93 personas por km².

## Geografía
Dillon se encuentra ubicada en las coordenadas 45°13′2″N 112°38′3″O / 45.21722, -112.63417. Según la Oficina del Censo de los Estados Unidos, Dillon tiene una superficie total de 4.55 km², de la cual 4.55 km² corresponden a tierra firme y (0%) 0 km² es agua.

## Demografía
Según el censo de 2010, había 4134 personas residiendo en Dillon. La densidad de población era de 907,93 hab./km². De los 4134 habitantes, Dillon estaba compuesto por el 94.65% blancos, el 0.31% eran afroamericanos, el 1.43% eran amerindios, el 0.48% eran asiáticos, el 0.63% eran isleños del Pacífico, el 0.6% eran de otras razas y el 1.89% pertenecían a dos o más razas. Del total de la población el 3.46% eran hispanos o latinos de cualquier raza.